# آلفردو (سس)

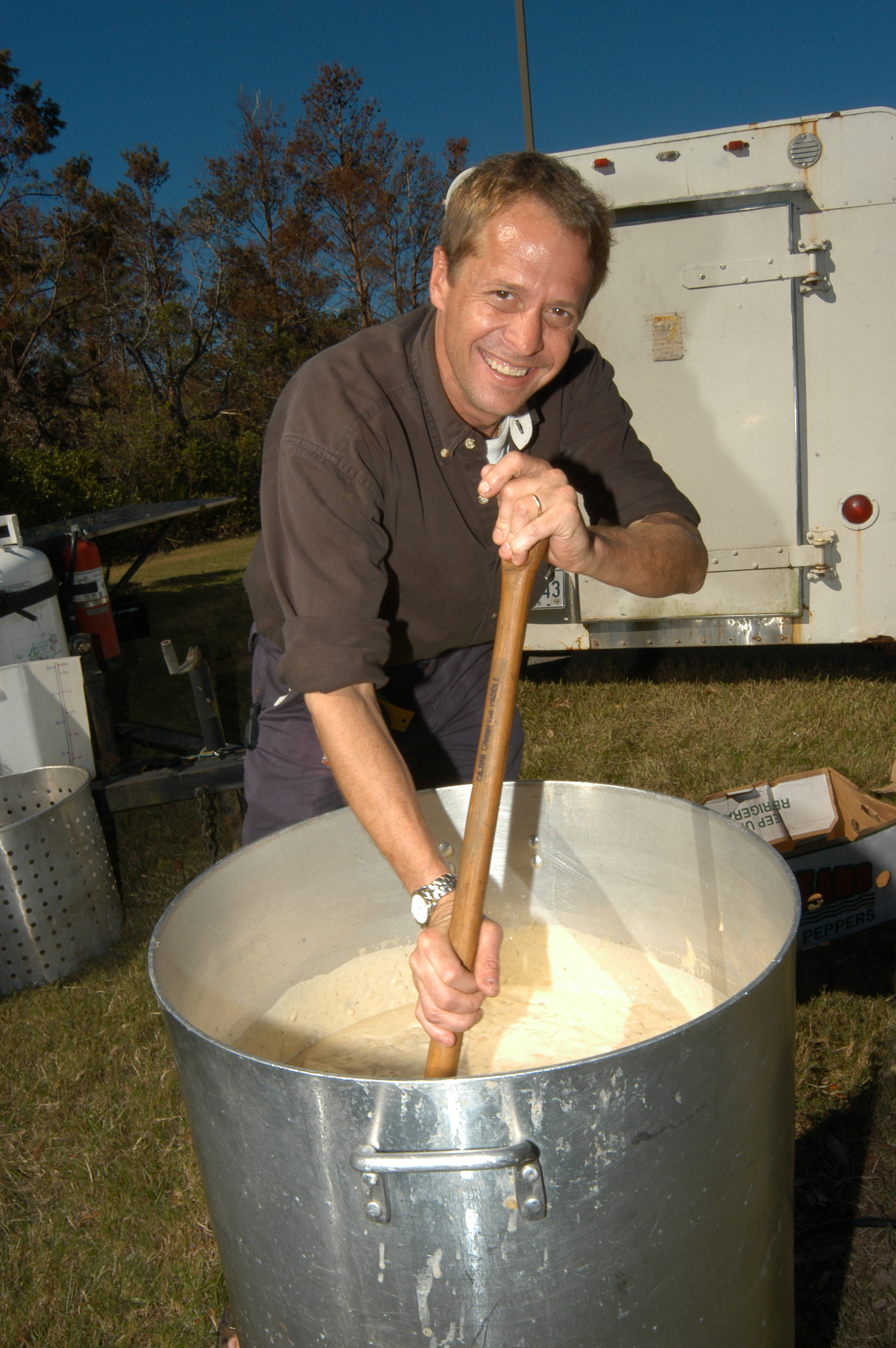
تهیه در اندازه زیاد

سس آلفردو نوعی سس ایتالیایی است که از خامه پر چرب، پنیر پارمیجانو، کره و فلفل تهیه می‌گردد. این سس نخستین بار در سال ۱۹۱۴ توسط آلفردو دی للیلو (به ایتالیایی: Alfredo di Lelio) برای همسر حامله‌اش که سس‌های سنگین گوجه فرنگی برایش مناسب نبود، تهیه گردید. سس اصلی ساخته شده توسط این رستوران‌دار ایتالیایی حاوی تخم مرغ هم بود.